# NGC 1964
NGC 1964 (другие обозначения — ESO 554-10, MCG -4-14-3, IRAS05312-2158, PGC 17436) — спиральная галактика с перемычкой (SBb) в созвездии Зайца. Открыта Уильямом Гершелем в 1784 году. Движение вещества и звёзд в диске галактики происходит правильно и осесимметрично, суммарная масса галактики составляет 3,26⋅1011 M⊙.
Этот объект входит в число перечисленных в оригинальной редакции «Нового общего каталога».